# 巴慈書園

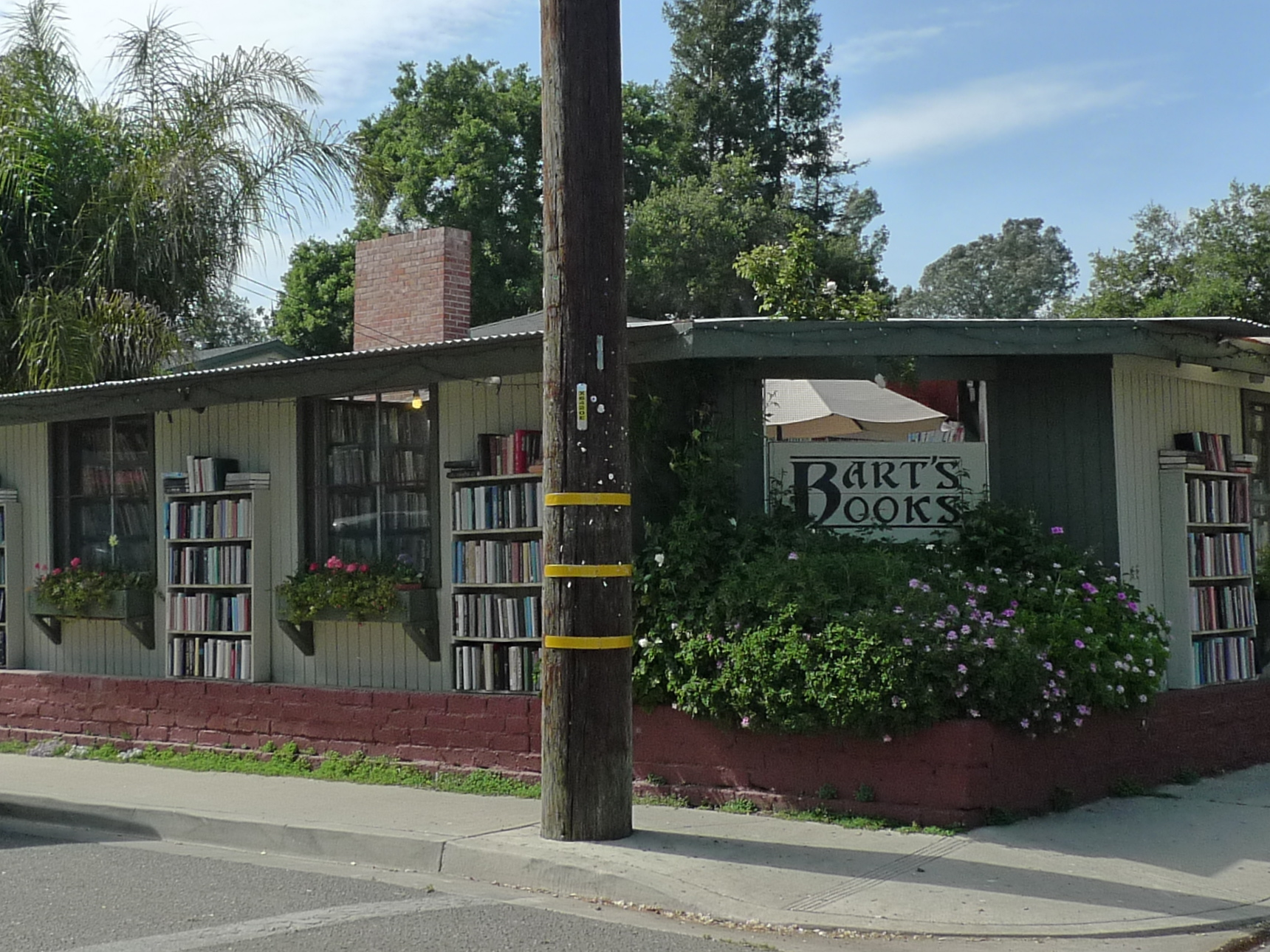
巴慈書園的外貌

巴慈書園是一間著名書店，位於美國加利福尼亞州文圖拉縣的奧海鎮，書店的出名因為店主將售賣的書都放在戶外，即使是打佯時間，顧客只需將金錢投入牆上的孔中，就可以帶走所購買的書本，美國曾有電視台以此測試人的誠實度並制作成電視節目。